# Lacková
Lacková (allemand : Latzenseifen ) est un village de Slovaquie situé dans la région de Prešov.

## Histoire
Première mention écrite du village en 1408.

## Démographie

### Évolution de la population
| Année:               | 1994. | 2004.   | 2014.   | 2024.   |
| -------------------- | ----- | ------- | ------- | ------- |
| Nombre de personnes: | 175   | 172     | 167     | 164     |
| Différence:          |       | -1,71 % | -2,90 % | -1,79 % |

| Année:               | 2023. | 2024.   |
| -------------------- | ----- | ------- |
| Nombre de personnes: | 158   | 164     |
| Différence:          |       | +3,79 % |